# Tomiya (Miyagi)
Tomiya (富谷市 Tomiya-shi?) es una ciudad situada en la prefectura de Miyagi, Japón. Tiene una población estimada, a fines de julio de 2023, de 52 214 habitantes.
Se ha desarrollado como una ciudad dormitorio en los suburbios del norte de la ciudad de Sendai desde la década de 1970. 
Su área total es de 49.18 km².

## Geografía

### Municipios circundantes
- Prefectura de Miyagi
  - Sendai
  - Taiwa
  - Rifu

## Demografía
Según datos del censo japonés, la población de Tomiya ha aumentado en los últimos años.
| Año del censo | Población |
| ------------- | --------- |
| 1995          | 30.224    |
| 2000          | 35.909    |
| 2005          | 41.593    |
| 2010          | 47.042    |
| 2015          | 51.591    |
| 2023 (est.)   | 52.214    |